# Der rote Reiter (1952)
Der rote Reiter (Originaltitel: Pony Soldier) ist ein US-amerikanischer Western aus dem Jahr 1952 von Joseph M. Newman mit Tyrone Power und Cameron Mitchell in den Hauptrollen. Der Film wurde von 20th Century Fox produziert und basiert auf der Kurzgeschichte Mounted Patrol von Garnett Weston.

## Handlung
Personalmangel bereitet den Polizisten der North West Mounted Police 1876 erhebliche Probleme, zu denen auch Unruhen unter den Indianern des Volkes der Cree gehören. Der Stamm unter Häuptling Standing Bear hat das zugewiesene Reservat verlassen und die Grenze zu den USA überquert, um in Montana auf Büffeljagd zu gehen. Nach schweren und verlustreichen Kämpfen mit der US-Kavallerie entschließt sich Standing Baer, trotz Protesten seines Kriegshäuptlings Konah in das Reservat zurückzukehren. Der Stammesführer ordnet an, Weiße als Geiseln gefangen zu nehmen, um einen sicheren Abzug fordern zu können. Konah entführt die junge Emerald Neeley, nachdem er ihren Vater und ihren Bruder getötet hat, und den Scout Jess Calhoun. Der reisende Händler Natayo Smith ist Augenzeuge der Tat.
Constable McDonald von der Mounted Police wurde nach Fort Walsh versetzt. Durch eine Unachtsamkeit ist ihm ein Gefangener entwischt, was seinen Vorgesetzten, Inspector Frazer, erzürnt. Als Smith im Fort ankommt und von dem Überfall erzählt, sendet Frazer McDonald aus. Smith willigt ein, McDonald zum Tatort zu führen. Auf dem Weg wird Smith von einer Luftspiegelung verängstigt und von McDonald, der ihm das Phänomen erklärt, beruhigt. Kurz darauf begegnen die beiden einem Trupp Indianer und werden ins Zeltdorf der Cree geführt. McDonald, der die angespannte Versorgungslage der Cree kennt, erklärt Standing Bear seinen Auftrag. Seine Kenntnisse überzeugen den Häuptling, eine Versammlung der Ältesten einzuberufen. McDonald kann mit Emerald und Calhoun sprechen. Während sich Emerald über McDonalds Anwesenheit freut, ist Calhoun nervös. Dieser will sich lieber die Freiheit erkämpfen, während McDonald mit den Indianern verhandeln will.
Während McDonald und Smith auf die Versammlung warten, freundet sich der Polizist mit dem jungen Comes Running an. Der Junge erklärt, dass es bei den Stämmen üblich sei, bei einem Friedensschluss gegenseitig Söhne zu adoptieren. Smith hat den Verdacht, dass Comes Running sich wünscht, von McDonald adoptiert zu werden. Konah unterbricht ihr Gespräch mit der Nachricht, dass Emerald seinem Bruder Shemawgun zur Frau gegeben werde. Als McDonald bei Standing Baer protestieren will, erfährt er, dass die Versammlung nicht einberufen wird. Während McDonald verzweifelt nach einer Lösung sucht, erscheint am Horizont die Luftspiegelung eines Dampfschiffes. McDonald ergreift die Gelegenheit, den Indianern Angst zu machen und erklärt, dass die Große Weiße Königin von Kanada ihren Ärger mit den Cree durch diese Vision ausdrücken. Nun stimmen die Ältesten einer Versammlung zu, in deren Verlauf McDonald den Indianern verspricht, dass die kanadische Polizei die Cree mit den gleichen Gesetzen behandeln werde wie die Weißen. Wenn sie in ihr Reservat zurückkehren, werden sie nicht mehr hungern. Zum Unmut Konahs stimmt Standing Bear der Rückkehr und der Freilassung der Geiseln zu.
Nach der Versammlung willigt McDonald ein, Comes Running zu adoptieren. Er bekommt mit, wie sich Calhoun und Smith nervös anschauen und befragt Smith über die Geisel. Smith enthüllt, dass Calhoun in Wirklichkeit Johnny Pierce heißt und ein verurteilter Bankräuber ist. McDonald geht zum Zelt der Geiseln und stößt auf Shemawgun, der in Emerald immer noch seine Frau sieht. Zwischen ihm und Calhoun kommt es zu einem Kampf, bei dem der Indianer getötet wird. Calhoun flieht, wird aber von Kriegern eingeholt und zurückgebracht. Konah will ihn hinrichten, doch McDonald überzeugt Standing Bear, Calhoun an ein ordentliches Gericht auszuliefern. Der Häuptling ordnet an, Calhoun zu entfesseln, was dieser für einen weiteren Fluchtversuch ausnutzt. McDonald stoppt ihn, indem er ihm in die Schulter schießt. Konah und seine Getreuen entführen daraufhin Emerald. Der Polizist und der Häuptling schließen sich zusammen, um die Entführer aufzuspüren. Comes Running begleitet sie. Konah glaubt, dass Emerald die Ursache allen Übels sei und will sie lebendig verbrennen. Standing Bear und McDonald können sie im letzten Moment retten. Während die beiden die abtrünnigen Krieger in Schach halten, tötet Comes Running Konah mit einem Pfeil, gerade als Konah auf McDonald schießen will. Standing Bear führt seinen Stamm zurück ins Reservat, Comes Running reitet stolz an der Seite seines Adoptivvaters.

## Produktion

### Hintergrund
Gedreht wurde der Film von Anfang März bis Ende Mai 1952 größtenteils in Arizona, so u. a. in Sedona und im Coconino National Forest sowie im ‘’Red Rock Canyon State Park’’ in Kalifornien.
Als Häuptling Standing Bear war Richard Boone verpflichtet worden. Der Schauspieler zog sich eine Lungenentzündung zu und wurde durch Stuart Randall ersetzt.

### Stab
Chester Gore und Lyle R. Wheeler oblag die künstlerische Leitung. Thomas Little und Fred J. Rode waren für das Szenenbild zuständig, Jack Stubbs für die Requisite, Edward Stevenson für die Kostüme. Verantwortliche Toningenieure waren Eugene Grossman und Harry M. Leonard. Musikalischer Direktor war Alfred Newman.

### Besetzung
In kleinen nicht im Abspann erwähnten Nebenrollen traten Frank De Kova und Earl Holliman in seinem Filmdebüt auf. Ebenfalls unerwähnt blieb Grady Galloway als Shemawgun.

## Synchronisation
Die deutsche Synchronfassung entstand im Auftrag der Ultra-Film in München.
| Rolle           | Schauspieler     | Deutscher Synchronsprecher |
| --------------- | ---------------- | -------------------------- |
| Const. McDonald | Tyrone Power     | Hans Nielsen               |
| Konah           | Cameron Mitchell | Anton Reimer               |
| Natayo Smith    | Thomas Gomez     | Bum Krüger                 |
| Emerald Neeley  | Penny Edwards    | Eleonore Noelle            |
| Jess Calhoun    | Robert Horton    | Arnold Marquis             |
| Ed              | Edgar Buchanan   | Alexander Herzog           |
| Insp. Frazer    | Howard Petrie    | Hans Hinrich               |
| Standing Bear   | Stuart Randall   | Wolf Ackva                 |

Michael Rennie sprach in der Originalfassung den Epilog. Synchronisiert wurde er von Wolfgang Eichberger.

## Veröffentlichung
Die Premiere des Films fand am 19. Dezember 1952 statt. In der Bundesrepublik Deutschland kam er am 17. Juli 1953 in die Kinos, in Österreich am 4. September 1953.

## Kritiken
Der Filmkritiken-Aggregator Rotten Tomatoes hat in einer Auswertung von über 100 User-Kritiken ein Publikumsergebnis von 14 Prozent positiver Bewertungen ermittelt.
Das Lexikon des internationalen Films schrieb: „Gefällige Western-Unterhaltung.“
Die Filmzeitschrift Cinema befand: „Der Western meint es sichtlich gut mit den geschundenen Indianern, bleibt aber doch in genreüblichen Klischees stecken. Fazit: Wildwest-Mittelmaß in kanadischer Kulisse.“
Bosley Crowther von der The New York Times beschrieb den Film als steif und langsam, als guter Samstagmorgen-Film für Biberjäger.
Der Kritiker des TV Guide sah ein malerisches und farbenfrohes Abenteuer, der durch ein ausgewogenes Drehbuch und solider Darstellung durchaus sehenswert sei, auch wenn er nicht zu Tyrone Powers besten Filmen zähle.